# Jagoče, Bijelo Polje
Jagoče este un sat din comuna Bijelo Polje, Muntenegru. Conform datelor de la recensământul din 2003, localitatea are 133 de locuitori (la recensământul din 1991 erau 189 de locuitori).

## Demografie
În satul Jagoče locuiesc 100 de persoane adulte, iar vârsta medie a populației este de 37,5 de ani (34,8 la bărbați și 40,7 la femei). În localitate sunt 36 de gospodării, iar numărul mediu de membri în gospodărie este de 3,69.
Această localitate este populată majoritar de sârbi (conform recensământului din 2003).
|  |

| Demografie | Demografie | Demografie |
| An         | Locuitori  | Locuitori  |
| ---------- | ---------- | ---------- |
|            |            |            |
|            |            |            |
|            |            |            |
|            |            |            |
| 1948       | 249        |            |
| 1953       | 239        |            |
| 1961       | 254        |            |
| 1971       | 226        |            |
| 1981       | 203        |            |
| 1991       | 189        | 188        |
| 2003       | 162        | 133        |

| \| Componența etnică conform recensământului din 2003[2] \| Componența etnică conform recensământului din 2003[2] \| Componența etnică conform recensământului din 2003[2] \| Componența etnică conform recensământului din 2003[2] \| Componența etnică conform recensământului din 2003[2] \| \| ----------------------------------------------------- \| ----------------------------------------------------- \| ----------------------------------------------------- \| ----------------------------------------------------- \| ----------------------------------------------------- \| \| \| \| \| \| \| \| Sârbi \| Sârbi \| \| 88 \| 66,16% \| \| Musulmani \| Musulmani \| \| 29 \| 21,8% \| \| Muntenegreni \| Muntenegreni \| \| 10 \| 7,51% \| \| Bosniaci \| Bosniaci \| \| 6 \| 4,51% \| \| necunoscută \| necunoscută \| \| 0 \| 0% \| |              |  |    |        |
| Componența etnică conform recensământului din 2003 |              |  |    |        |
| |              |  |    |        |
| Sârbi | Sârbi        |  | 88 | 66,16% |
| Musulmani | Musulmani    |  | 29 | 21,8%  |
| Muntenegreni | Muntenegreni |  | 10 | 7,51%  |
| Bosniaci | Bosniaci     |  | 6  | 4,51%  |
| necunoscută | necunoscută  |  | 0  | 0%     |